# Ion Alecsandrescu
Ion „Sfinxul“ Alecsandrescu (* 17. Juli 1928 in Copăceni, Kreis Vâlcea; † 21. Juni 2000) war ein rumänischer Fußballspieler und -funktionär. Er bestritt insgesamt 197 Spiele in der höchsten rumänischen Spielklasse, der Divizia A.

## Karriere als Spieler

### Verein
Alecsandrescu begann seine Karriere bei Juventus Bukarest (ab 1949 unter dem Namen Partizanul Bukarest). Dort kam er am 25. Mai 1950 zu seinem ersten Einsatz in der Divizia A. Da Alecsandrescu in seinen ersten sechs Spielen acht Tore erzielte, holte ihn kurz darauf der rumänische Spitzenklub CCA Bukarest (später Steaua Bukarest).
Mit CCA Bukarest konnte Alecsandrescu zwar 1951 die rumänische Meisterschaft, kam aber kaum zum Einsatz. Er wechselte deshalb Anfang zum Aufsteiger CA Câmpulung Moldovenesc. Nachdem dieser die Saison 1952 auf dem dritten Platz beenden konnte und zur Halbzeit der Saison 1953 auf dem ersten Platz stand, wurde der Verein aufgelöst und der Großteil der Spieler zu CCA Bukarest delegiert.
Nach seiner Rückkehr kam Alecsandrescu bei CCA häufiger zum Einsatz und wurden zum Stammspieler. Sein endgültiger Durchbruch als Torjäger gelang im 1956, als er nicht nur die rumänische Meisterschaft gewinnen, sondern auch die Torjägerkrone erringen konnte. Im darauffolgenden Europapokal der Landesmeister schied CCA trotz eines Tores von Alecsandresu im Entscheidungsspiel gegen den deutschen Meister Borussia Dortmund aus.
Als Alecsandrescu in der Saison 1961/62 nicht mehr regelmäßig zum Einsatz kam, wechselte er in der Winterpause zu Olympia Bukarest und beendete dort im Jahr 1962 seine Karriere.

### Nationalmannschaft
Alecsandrescu bestritt insgesamt fünf Spiele für die rumänische Fußballnationalmannschaft, konnte dabei aber keinen Treffer erzielen. Sein Debüt hatte er am 22. April 1956 gegen Jugoslawien.

## Karriere als Funktionär
Nach dem Ende seiner aktiven Laufbahn wurde Alecsandrescu Generalsekretär des rumänischen Fußballverbandes. Diesen Posten hatte er bis 1982 inne, als er Vizepräsident seines ehemaligen Vereins Steaua Bukarest wurde. Dieses Amt übte er bis zu seinem Tod im Jahr 2000 aus.

## Erfolge
- Rumänischer Meister: 1951, 1953, 1956, 1960, 1961
- Rumänischer Pokalsieger: 1951, 1955
- Rumänischer Torschützenkönig: 1956